# BGM-109G Gryphon
Der BGM-109G Gryphon war ein Marschflugkörper aus den Vereinigten Staaten, der von Fahrzeugen gestartet wurde. Eine weitere Bezeichnung lautete Ground-Launched Cruise Missile (GLCM).

## Entwicklung
Der BGM-109G Gryphon entstand als Ersatz für den Anfang der 1970er-Jahre ausgesonderten Marschflugkörper MGM-13 Mace. Im Rahmen des Projektes Ground-Launched Cruise Missile (GLCM) erarbeitete die United States Air Force verschiedene Konzepte für einen neuen bodengebundenen Marschflugkörper mit einem Nukleargefechtskopf. Im Jahr 1976 beschloss das Verteidigungsministerium der Vereinigten Staaten, dass die United States Air Force für ihren zukünftigen Marschflugkörper eine für ihre Bedürfnisse angepasste Ausführung des BGM-109 Tomahawk der United States Navy entwickeln soll. Damit sollte ohne großes Entwicklungsrisiko ein kostengünstiger Marschflugkörper für die United States Air Force entstehen. Der Entwicklungsauftrag wurde im Januar 1977 General Dynamics zugesprochen. Als sich Ende der 1970er-Jahre der NATO-Doppelbeschluss abzeichnete, wurde vom Kabinett Carter dem GLCM-Projekt eine hohe Priorität zugesprochen und die Entwicklung beschleunigt. Der erste Testflug des nun BGM-109G Gryphon bezeichneten Marschflugkörpers erfolgte im Dezember 1979 und die Truppenerprobung konnte im Mai 1982 starten. Die operationelle Reife wurde 1983 erreicht und 1984 war der BGM-109G Gryphon operationell.

## Technik
Der BGM-109G Gryphon war ein fahrzeuggebundener Marschflugkörper zur Bekämpfung von stationären Landzielen. Er war eine für den Einsatz ab Fahrzeugen abgeänderte Ausführung des seegestützten BGM-109 Tomahawk-Marschflugkörpers. Das gesamte BGM-109G-System war auf Sattelzügen vom Typ MAN gl (Radformel 8×8) installiert. Ein solcher Sattelzug war rund 17 m lang und wog rund 35 Tonnen. Die Breite betrug 2,44 m und die Höhe 3 m. Die Höchstgeschwindigkeit auf der Straße lag bei 80–90 km/h. Der Fahrbereich betrug auf der Straße bis zu 800 km. Die Fahrzeuge waren straßenmobil sowie geländegängig und konnten mit Transportflugzeugen vom Typ C-5 „Galaxy“, C-130 „Hercules“ oder C-141 „Starlifter“ transportiert werden. Das BGM-109G-System bestand im Groben aus einem Startkontrollzentrum (engl. Launch Control Center – LCC) sowie Startfahrzeugen (engl. Transporter Erector Launcher – TEL) mit den Marschflugkörpern.

### Startkontrollzentrum
Der Sattelzug mit dem Startkontrollzentrum hatte eine Länge von 17,35 m und wog 35,9 Tonnen. Dies war der zentrale Feuerleitstand einer BGM-109G-Einheit. Das Startkontrollzentrum verfügte über verschiedene Kommunikationssysteme (u. a. Satellitenfunk) und in ihm war das Waffenkontrollsystem verbaut. Zwei Offiziere führten von dort den Startbefehl für die ihnen zugeteilten BGM-109G-Marschflugkörper aus.

### Startfahrzeug
Das Startfahrzeug hatte eine Länge von 16,97 m und wog 35,3 Tonnen. Die Sattelzugmaschine hatte eine Besatzung von vier bis acht Mann. Der Sattelauflieger war mit vier BGM-109G-Marschflugkörper beladen. Diese befanden sich in versiegelten Behältern aus GFK und wurden direkt aus diesen gestartet.

### Marschflugkörper

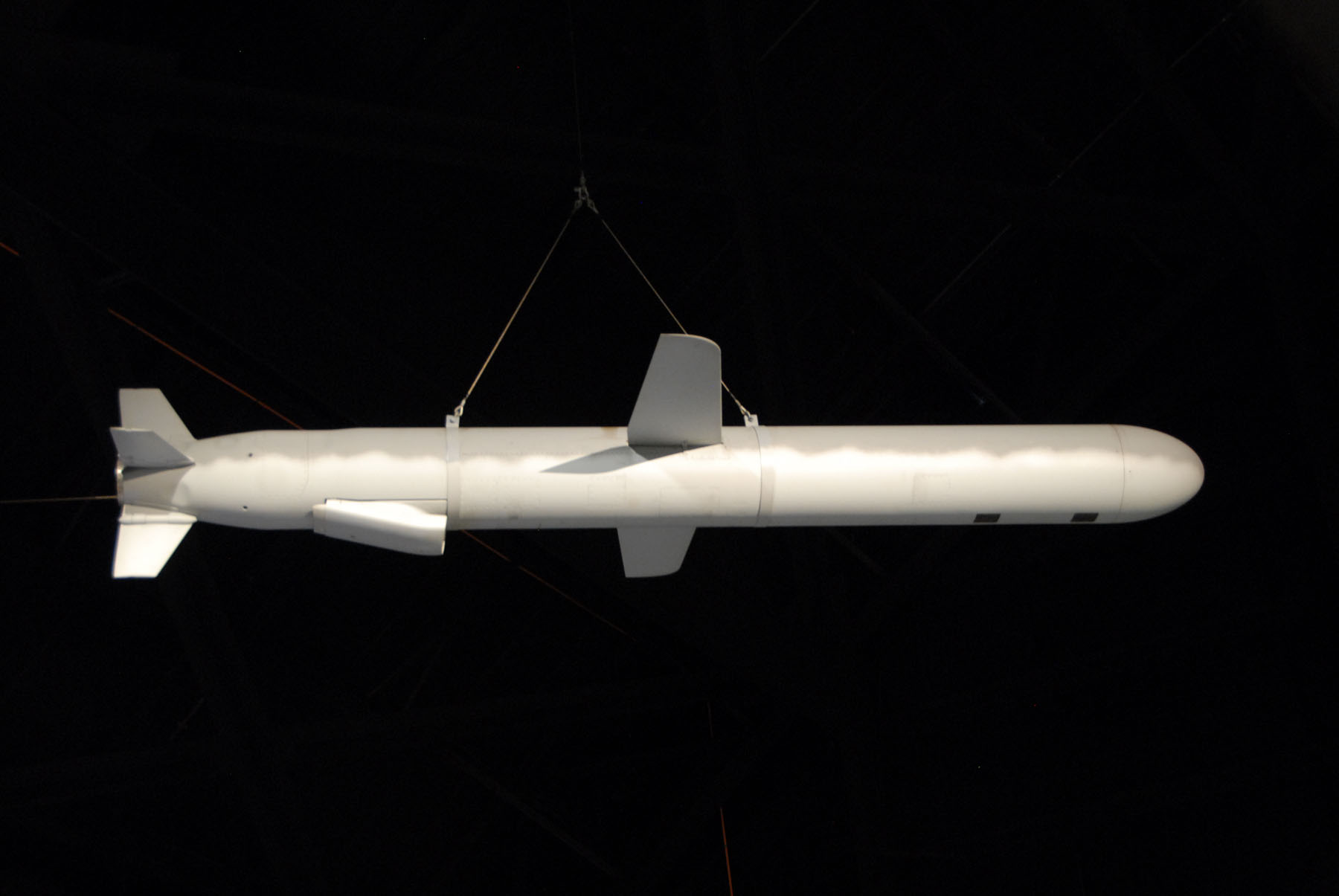
Ein BGM-109G im National Museum of the United States Air Force

Der BGM-109G Gryphon hat gegenüber dem seegestützten BGM-109 Tomahawk für den fahrzeugbasierten Einsatz kleine Änderungen erfahren. Der 5,56 m lange Rumpf der BGM-109G bestand aus Stahl, Aluminium sowie Kunststoffen und war in mehrere Sektionen aufgeteilt: Hinter der Flugkörperspitze befand sich das Navigationssystem und die Elektronik. Darin befanden sich das Inertiale Navigationssystem P-1000 von Litton Industries, ein barometrischer Höhenmesser sowie der Radarhöhenmesser von Honeywell International für das AN/DWP-23-TERCOM-System von McDonnell Douglas. Der Radarhöhenmesser arbeitete mit einer Frequenz von 4–8 GHz mit einem vertikalen Öffnungswinkel von 13–15°. Dahinter folgte das Fach für den W84-Nukleargefechtskopf. Der Gefechtskopf war 86 cm lang, hatte einen Durchmesser von 33 cm und wog rund 176 kg. Hinter diesem Fach folgte der Haupttreibstofftank für den RJ-4-Kraftstoff. In dem Tank war ein Fach für die Tragflächen eingelassen. Sie entfalteten sich erst nach dem Start und hatten dann eine Pfeilung von rund 8°. Im hinteren Rumpfdrittel war der ausklappbare Lufteinlass platziert. Im Heck war das F107-WR-400-Turbofan von Williams International verbaut. Das Triebwerk wog 65,3 kg und entwickelte auf Seehöhe einen Schub von 2,7 kN. Weiter waren im Heck die Thermalbatterie, die Aktuatoren sowie das Steuersystem für die Steuerflächen untergebracht. Daneben befanden sich am Heck vier trapezförmige Steuerflächen, welche nach dem Start ausgeklappt wurden. Am Flugkörperheck war der MK 106-Feststoffbooster von Atlantic Research aufgesetzt. Dieser hatte eine Länge von 69 cm und wog 270 kg.

## Einsatzkonzept
Während des Kalten Krieges war die BGM-109G Gryphon sowohl für einen nuklearen Erstschlag wie auch für einen Zweitschlag vorgesehen. Mit den BGM-109G-Marschflugkörpern konnten strategischen Ziele wie Militärflugplätze, Marinestützpunkte, Raketensilos und unterirdische Kommandoposten wie auch militärische Depots oder Truppenkonzentrationen bekämpft werden. Zu den wahrscheinlichen Zielen gehörten der Marinestützpunkt Kronstadt, das Hauptquartier der Nordflotte in Seweromorsk sowie der Marinestützpunkt der Schwarzmeerflotte in Sewastopol.

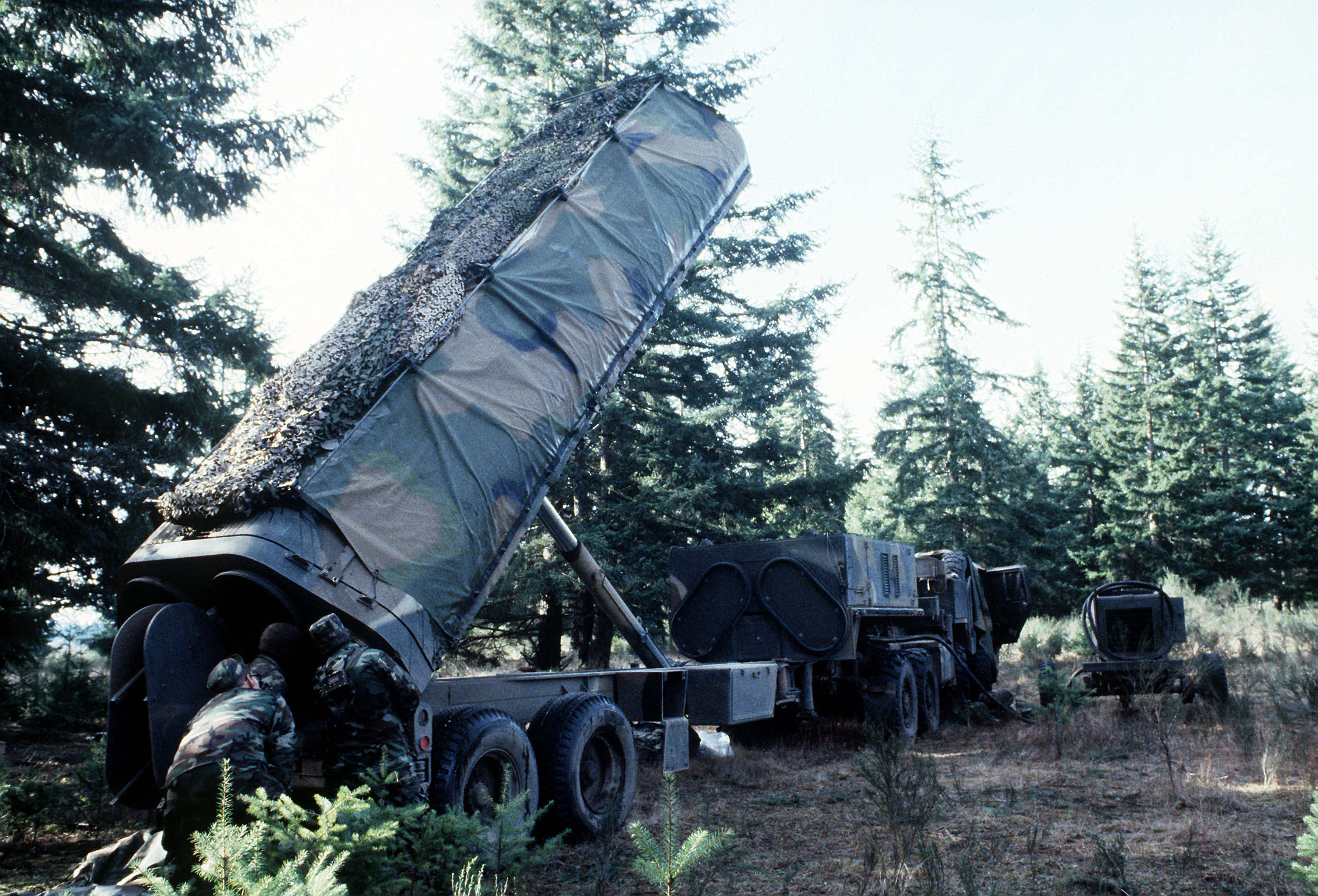
Ein Startfahrzeug im Gelände

Die normale taktische Einheit eines Gryphon-Wings war die Raketenstaffel (engl. Tactical Missile Squadron – TMS), welche aus mehreren Schwärmen bestand. Ein einzelner Schwarm bestand aus zwei Startkontrollzentren (aus Redundanzgründen), vier Startfahrzeugen sowie weiteren Unterstützungsfahrzeugen. In Friedenszeiten waren die Gryphon-Raketenstaffeln auf Militärbasen (engl. GLCM Alert and Maintenance Area – GAMA) stationiert. Dort waren die sechs Sattelzüge jedes Schwarmes in einem erdüberdeckten Hangar (engl. Ready Storage Shelters – RSS), ähnlich einem Hardened Aircraft Shelter untergebracht. Weiter war auf der Basis eine Wartungsstaffel (engl. Tactical Missile Maintenance Squadron – TMMS) zur Unterstützung der Raketenstaffel stationiert. In Zeiten erhöhter Spannungen sollten die Gryphon-Raketenschwärme in vorgängig eingemessene Feuerstellungen fernab der Militärbasen fahren und dort in Stellung gehen. In der Stellung wurden die Sattelzüge getarnt und von den Startfahrzeugen wurde mittels Global Positioning System die exakte Position ermittelt. Mit dem Waffenkontrollsystem wurden die Zielkoordinaten sowie die Flugroute in das Navigationssystem der Marschflugkörper einprogrammiert. Weiter musste auch das nötige digitale Radar-Kartenmaterial gespeichert werden. Ebenso wurde über das Permissive Action Link die benötigte Sprengkraft des Nukleargefechtskopfes eingestellt. Diese konnte in mehreren Stufen zwischen 0,2 und 150 kT gewählt werden. Der Startbefehl wurde über eine verschlüsselte Satellitenverbindung empfangen. Für den Start wurden die Behälter mir den Marschflugkörpern über das Fahrzeugheck in einem Winkel von 45° angestellt. Indem die beiden Offiziere im Startkontrollzentrum gleichzeitig die beiden Zündschalter betätigten, wurden die Marschflugkörper gestartet. Der Marschflugkörper-Start erfolgte mit der Zündung des Feststoffboosters. Dieser hatte eine Brenndauer von 12–14 Sekunden und entwickelte einen Schub von 26,7 kN. Innerhalb von 5–10 Sekunden beschleunigte der Booster den Marschflugkörper auf eine Geschwindigkeit von 800–880 km/h. Vier Sekunden nach dem Start entfalteten sich die Steuerflächen und nach zehn Sekunden wurde der Lufteinlass sowie die Tragflächen ausgeklappt. Nach dem Ausbrennen des Boosters wurde dieser abgeworfen und der Weiterflug des Marschflugkörpers erfolgte mit dem Turbofan-Triebwerk. Über befreundetem Territorium nahm der Marschflugkörper eine Flughöhe von 3.050–12.200 m ein. Vor dem Erreichen von feindlichem Gebiet sank der Marschflugkörper auf eine Flughöhe von 15–30 m und der Weiterflug erfolgte auf dieser Höhe im Konturenflug. Dabei sorgte der Höhenmesser für den nötigen Sicherheitsabstand zwischen dem Flugkörper und der Erdoberfläche. Die Lenkung während des Marschfluges erfolgt mit dem Trägheitsnavigationssystem. Da das Trägheitsnavigationssystem der BGM-190G pro Flugstunde eine Abweichung von bis zu 800 m generierte, flog der Marschflugkörper auf seiner Flugroute nacheinander verschiedene Wegpunkte ab, die zur Kurskorrektur verwendet wurden. Das Gebiet der Wegpunkte war in Form einer digitalen Matrix im TERCOM-System gespeichert. Beim Überfliegen der Wegpunkte vermass das TERCOM-System die zuvor eingespeicherten Höhenprofile des überflogenen Gebietes und verglich sie mit den eingespeicherten Höhenprofilen des Soll-Flugpfades. Durch eine Vergleichsrechnung mittels Kalman-Filtern zwischen Soll- und vermessener Position wurde dann eine Kurskorrektur errechnet. Um ein Ziel in 2.500 km Entfernung zu erreichen wurde eine Flugzeit von rund 2½ Stunden benötigt. Für den Zielanflug kam wiederum das TERCOM-System zur Anwendung. Beim Überfliegen der Höhenprofile des Zielgebiets lenkte das TERCOM-System den Marschflugkörper auf den Zielpunkt, der als digitaler Matrix-Punkt gespeichert war. Dabei betrug der Streukreisradius (CEP) 20–90 m. Der Nukleargefechtskopf wurde in geringer Höhe über dem Zielpunkt gezündet.

## Stationierung
Die BGM-109G Gryphon wurden im Zuge des NATO-Doppelbeschlusses in Europa stationiert. Die Stationierung erfolgte im Rahmen der nuklearen Teilhabe in verschiedenen NATO-Staaten. Mancherorts war die Stationierung von massiven Protesten der Friedensbewegung Gegen den NATO-Doppelbeschluss begleitet. Eine angedachte Stationierung in Südkorea und Okinawa wurde nicht umgesetzt.
| NATO-Mitgliedsland     | Anzahl geplant | Anzahl stationiert         | Stationierungsgebiet                             | US-Raketeneinheit, Stützpunkt                                                                   | Hauptquartier der US-Raketeneinheit                                                              |
| ---------------------- | -------------- | -------------------------- | ------------------------------------------------ | ----------------------------------------------------------------------------------------------- | ------------------------------------------------------------------------------------------------ |
| Deutschland            | 96 Stück       | 64 Stück bis März 1986     | Rheinland-Pfalz: Raum Hunsrück (u. a. Wüschheim) | Wing 4: 38th Tactical Missile Wing, Wüschheim Air Station, zuvor Lagerung auf der Hahn Air Base | 17th Air Force (17. US-Luftflotte) mit Hauptquartier auf der Sembach Air Base                    |
| Vereinigtes Königreich | 96 Stück       | 96 Stück bis Dezember 1983 | Berkshire: Greenham                              | Wing 1: 501st Tactical Missile Wing, RAF Greenham Common                                        | Third Air Force (3. US-Luftflotte) mit Hauptquartier auf dem Luftwaffenstützpunkt RAF Mildenhall |
| Vereinigtes Königreich | 64 Stück       | 16 Stück bis Dezember 1987 | Grafschaft Cambridgeshire: Molesworth            | Wing 5: 303rd (ex-550th) Tactical Missile Wing, RAF Molesworth                                  | Third Air Force (3. US-Luftflotte) mit Hauptquartier auf dem Luftwaffenstützpunkt RAF Mildenhall |
| Italien                | 112 Stück      | 112 Stück bis März 1984    | Sizilien: Comiso                                 | Wing 2: 487th Tactical Missile Wing, Comiso Air Station                                         | 16th Air Force (16. US-Luftflotte) mit Hauptquartier auf der Torrejon Air Base in Spanien        |
| Belgien                | 48 Stück       | 16 Stück bis März 1985     | Provinz Namur: Florennes                         | Wing 3: 485th Tactical Missile Wing, Florennes Air Base                                         | 17th Air Force (17. US-Luftflotte) mit Hauptquartier auf der Sembach Air Base, Deutschland       |
| Niederlande            | 48 Stück       | keine                      | geplant: Nordbrabant; Woensdrecht                | Wing 6: 486th Tactical Missile Wing, Woensdrecht Air Base                                       | 17th Air Force (17. US-Luftflotte) mit Hauptquartier auf der Sembach Air Base, Deutschland       |
| Gesamt                 | 464 Stück      | 304 Stück                  |                                                  |                                                                                                 |                                                                                                  |

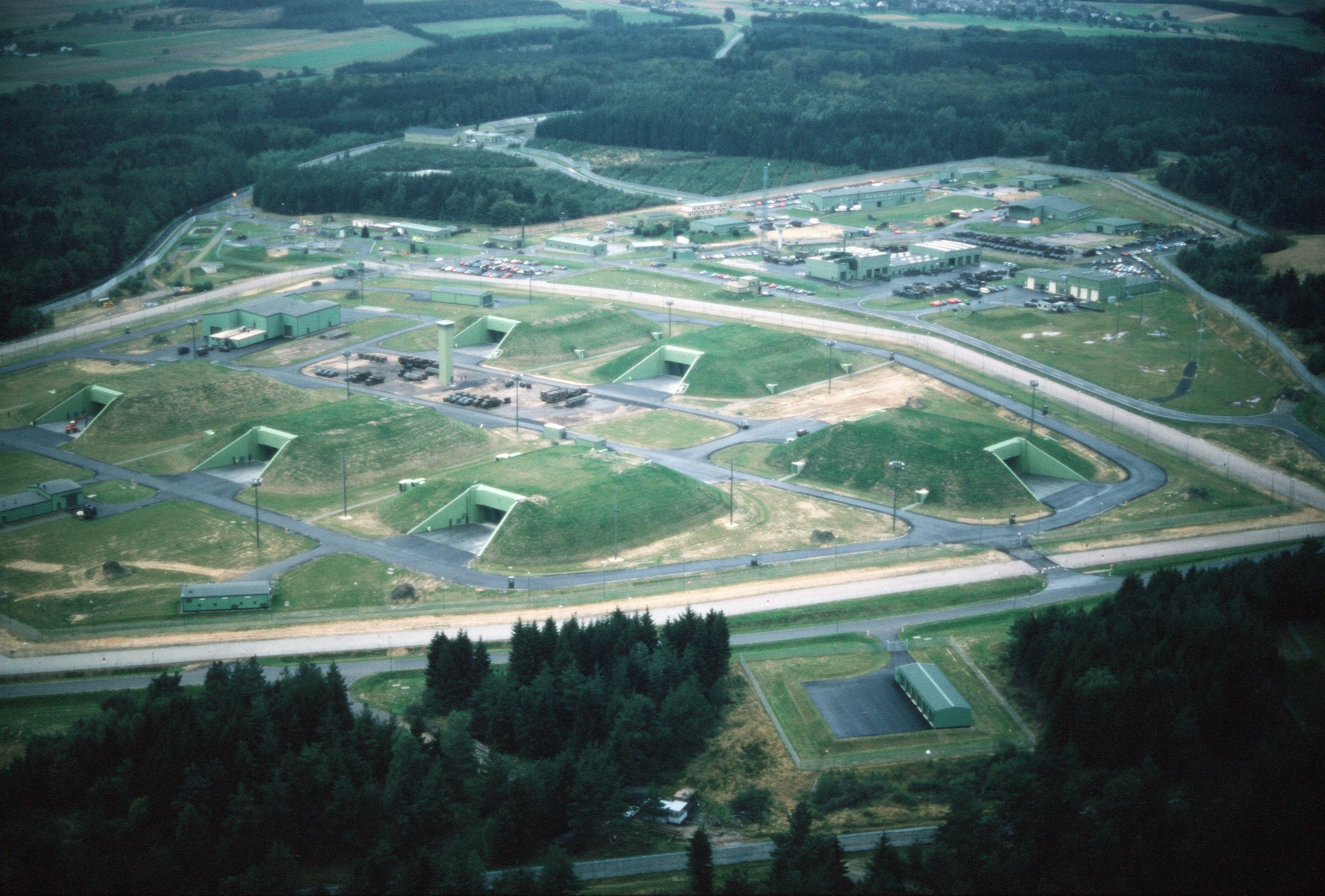
Der US-Stützpunkt Wüschheim Air Station (Raketenstellung Pydna) in Westdeutschland mit sechs Ready Storage Shelter (RSS) für 96 Marschflugkörper
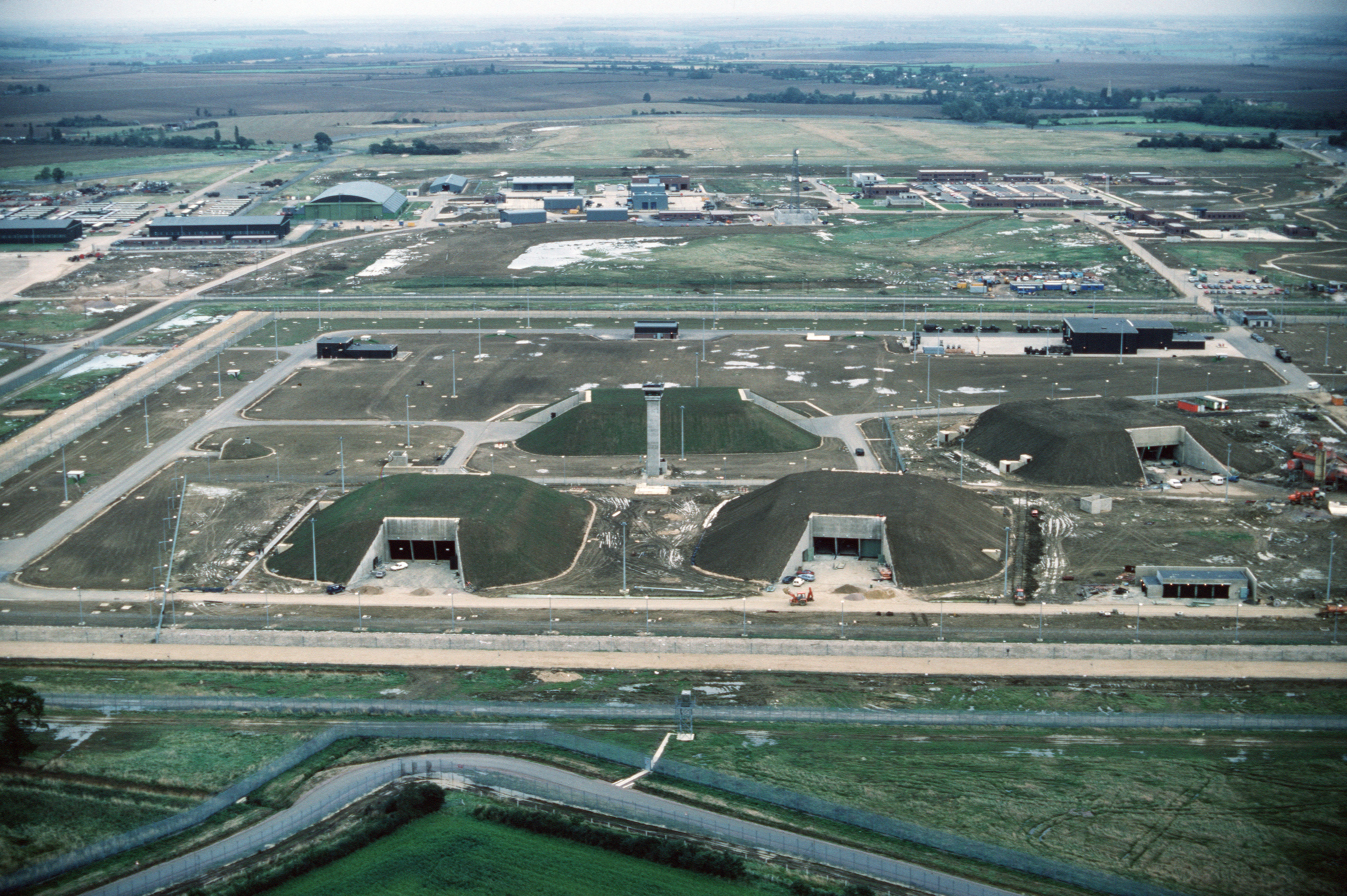
Die GLCM Alert and Maintenance Area (GAMA) auf dem britischen Stützpunkt RAF Molesworth mit den vier Ready Storage Shelter (RSS) für 64 Marschflugkörper
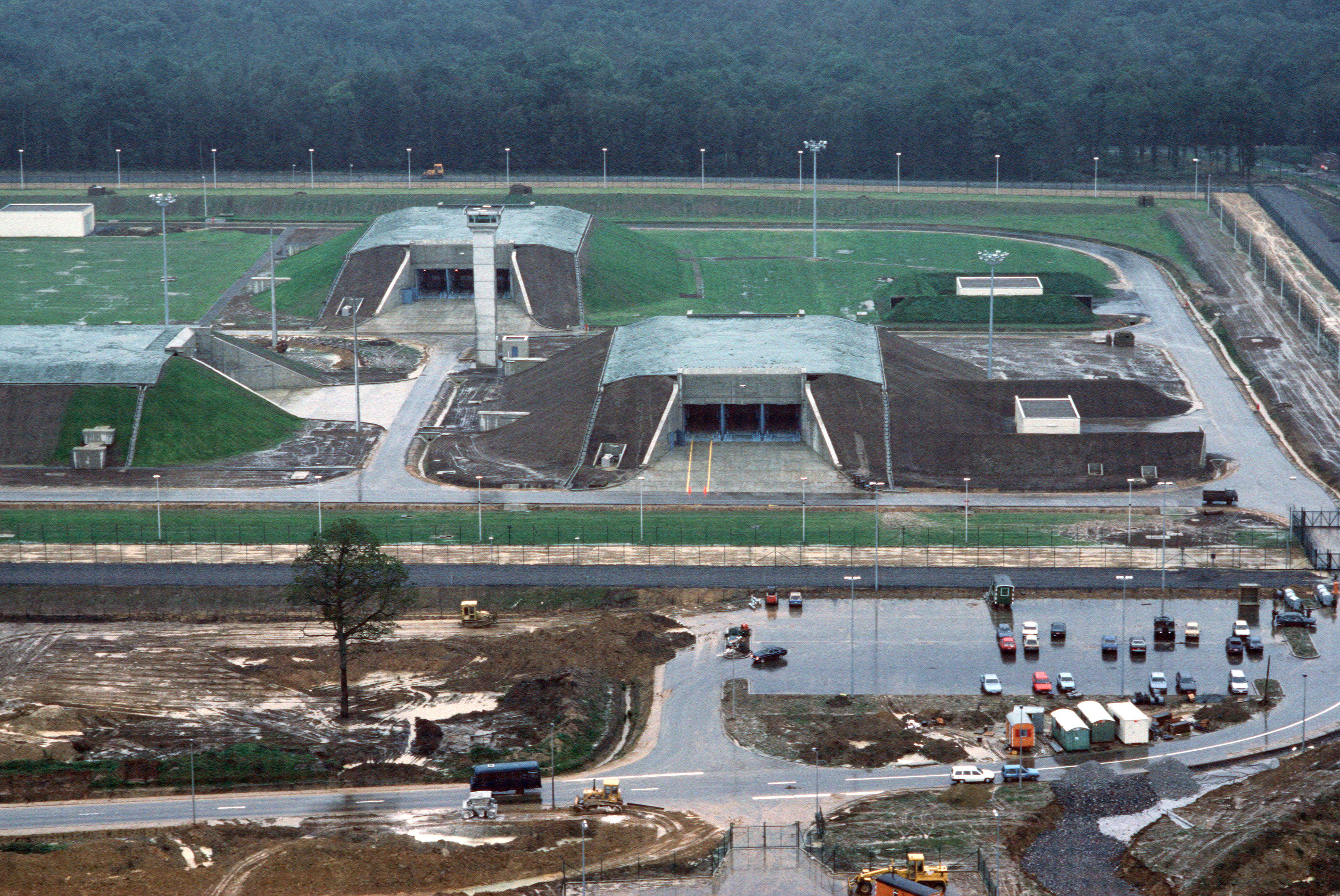
Die GAMA auf dem belgischen Luftwaffenstützpunkt Florennes mit den drei Ready Storage Shelter (RSS) für 48 Marschflugkörper
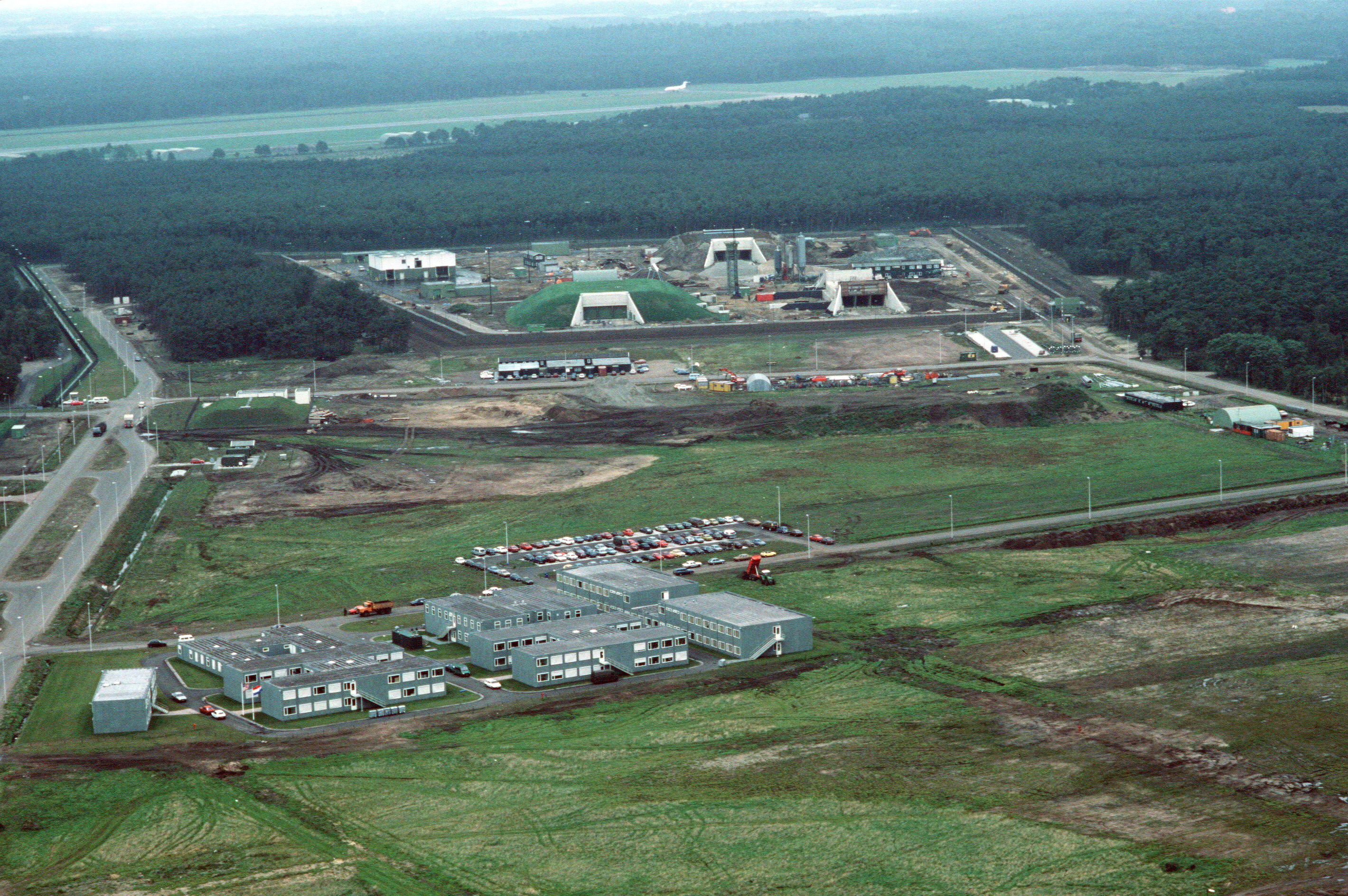
Die im Bau befindliche GLCM Alert and Maintenance Area (GAMA) auf dem Stützpunkt Woensdrecht Air Station in den Niederlanden 1989

## Abrüstung

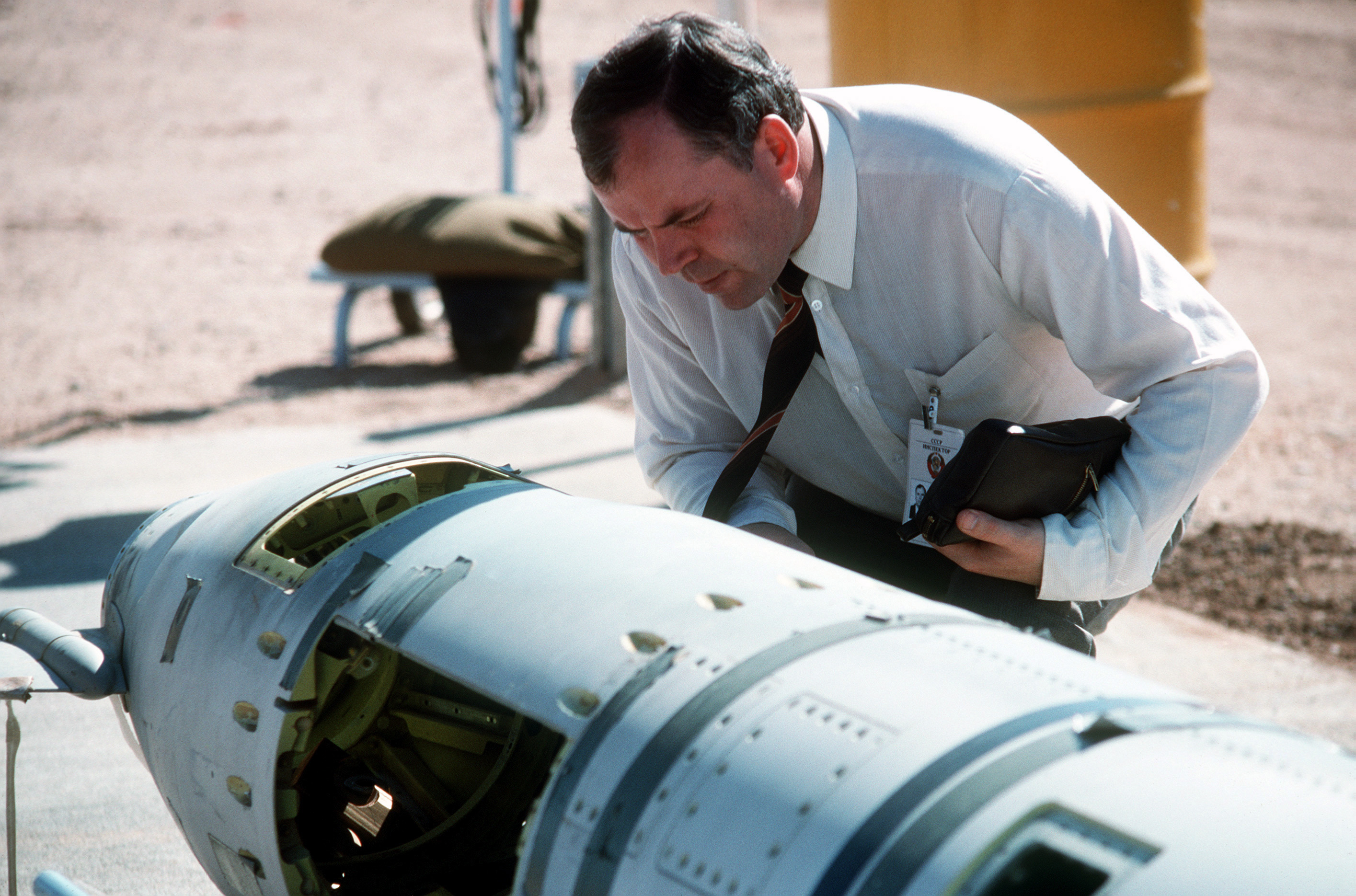
Der sowjetische Inspekteur Viktor Boschenkow untersucht einen BGM-109G-Marschflugkörper vor der Verschrottung

Die BGM-109G-Marschflugkörper wurden mit der Umsetzung des INF-Abrüstungsabkommen ausgesondert und verschrottet. Während den Verhandlungen zum INF-Vertrag im Jahr 1987 deklarierten die Vereinigten Staaten 123 Startfahrzeuge sowie 443 BGM-109G-Marschflugkörper. Davon befanden sich 95 Startfahrzeuge und 322 Marschflugkörper bei der Truppe; der Rest wurde zu Trainingszwecken verwendet oder war in Depots eingelagert. Zur Umsetzung des INF-Vertrages wurden alle Marschflugkörper in die Vereinigten Staaten zurücktransportiert. Dort wurden sie auf der Davis-Monthan Air Force Base bis zum Mai 1991 verschrottet. Dabei wurde auch der Großteil der W84-Nukleargefechtsköpfe verschrottet. Einige wenige W84 wurde zurückbehalten und dienen einer Studie zur Erforschung von Effekten der Langzeitalterung von Plastiksprengstoffen.